# SCAT (automobile)

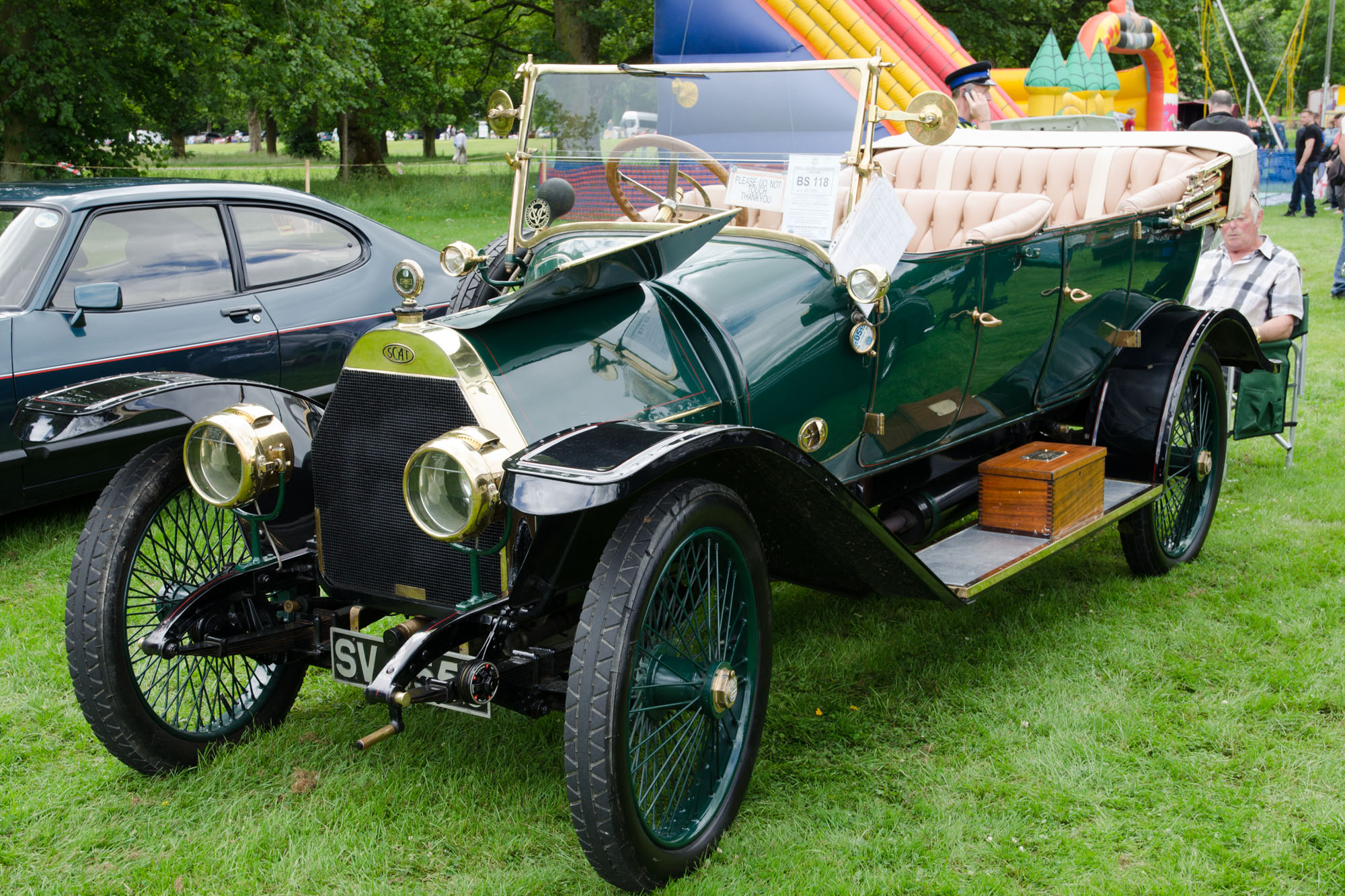
SCAT 75 HP Torpedo (1913)

La Società Ceirano Automobili Torino - S.C.A.T. était un fabricant d'automobiles italien fondé en 1906 par Giovanni Ceirano à Turin.

## Histoire
En 1905, Giovanni Ceirano fonde la société "Giovanni Ceirano Junior" et lance la fabrication du modèle 18/24 HP qu'il présente au Salon de l'automobile de Turin au printemps 1906. La société noue des liens de collaboration avec la société OTAV - Officine Türkheimer per Automobili e Velocipedi, un jeune constructeur automobile italien fondé en 1905 à Milan. Une filiale commune, "Junior & OTAV Cars Limited", est créée au Royaume-Uni. Giovanni Ceirano vend sa participation dans la société pour fonder, le 26 juillet 1906 à l'angle de la Via Cristina et Corso Raffaello à Turin, la S.C.A.T. – Società Ceirano Automobili Torino, dont il assure les fonctions d'Administrateur délégué, (CEO de nos jours). Grâce aux moyens financiers dont il dispose, il équipe ses ateliers de machines-outils modernes et de très bonne qualité, ce qui va permettre à la société de traverser sans dommages la crise de 1907/1908. Le premier exercice de l'entreprise rapporte une production de 100 automobiles, une quantité très importante pour un nouveau constructeur. L'entreprise débute par la fabrication d'automobiles équipées de moteurs, 4 cylindres à soupapes en T, placés longitudinalement à l'avant des voitures dotées d'une transmission par arbre, d'une boîte de vitesses à 4 rapports plus marche arrière et d'un allumage par magnéto basse tension. Contrairement aux modèles traditionnels italiens, les voitures SCAT sont de puissance modeste. La principale caractéristique de ces voitures est l'utilisation d'un arbre de transmission avec cardans.
À partir de 1910, les caractéristiques techniques des nouvelles voitures SCAT évoluent rapidement. Plusieurs modèles sont lancés équipés de moteurs de cylindrées plus importantes. Apparaissent également des versions sportives. Le pilote maison, Ernesto Ceirano (fils de Giovanni Ceirano, fondateur de SCAT) remporte la Targa Florio, édition de 1911, au volant d'une SCAT 22/32 HP ainsi que l'édition de 1914 au volant d'une SCAT 25/35 HP. Le pilote britannique Cyril Snipe et son copilote italien Pedrini remportent l'édition de 1912 au volant d'une SCAT 25/35 HP.
En 1914, Ernesto Ceirano remporte également la course Parme – Poggio di Berceto, au volant d'une SCAT 25/35 HP. 
De 1912 à 1915, SCAT a produit une voiture de course baptisée 60/75 HP, dont le moteur dispose de soupapes en tête et d'un arbre à cames en tête. Elle se plaça à la 2e place de la Coppa Florio de 1914. Avec l'augmentation rapide des commandes, l'effectif grimpe à 600 ouvriers et les ateliers deviennent très vite exigus. L'entreprise se transfère alors Corso Francia à Turin. L’année suivante, en 1915, l'Italie entre en guerre et l'entreprise doit participer à l'effort de guerre et va fabriquer des camions militaires. Le ministère des armées, ayant à sa disposition une licence pour le moteur d'avion Hispano-Suiza V12, impose à SCAT la fabrication de ce moteur. L'obtention de cette licence n'est pas fortuite car, en 1917, Giovanni Ceirano a vendu la société à un groupe d'investisseurs français possédant les licences des moteurs Hispano-Suiza. Cela engendra l'arrêt de la fabrication des automobiles qui ne reprendra qu'après la fin du conflit, lorsque la "Banca Nazionale di Sconto" en deviendra l'actionnaire principal. En 1918, Giovanni Ceirano quitte la société pour fonder, avec son fils Ernesto, la société "Giovanni Ceirano" qui devient concurrente de SCAT. Peu après, Ceirano rachète la majorité de SCAT et fusionne les deux sociétés en août 1923 mais en décembre de la même année, la société Ceirano est mise en liquidation. La marque devient la propriété de SCAT après validation du conseil d'administration du 30 mars 1925. Les voitures sont alors commercialisées sous la marque SCAT – Ceirano. Les modèles N & S 150 sont présentés, surnommés Ceiranina petite Ceirano, habillés d'une carrosserie dessinée par Candido Viberti. La grande dépression de 1929 engendre la chute des ventes et des exportations, rendant très difficile la poursuite de l'activité de la société qui va intégrer le "Consortium Fiat", aux cotés de SPA et de FIAT V.I., créé pour la production de véhicules industriels. 

## Les voitures SCAT en compétition

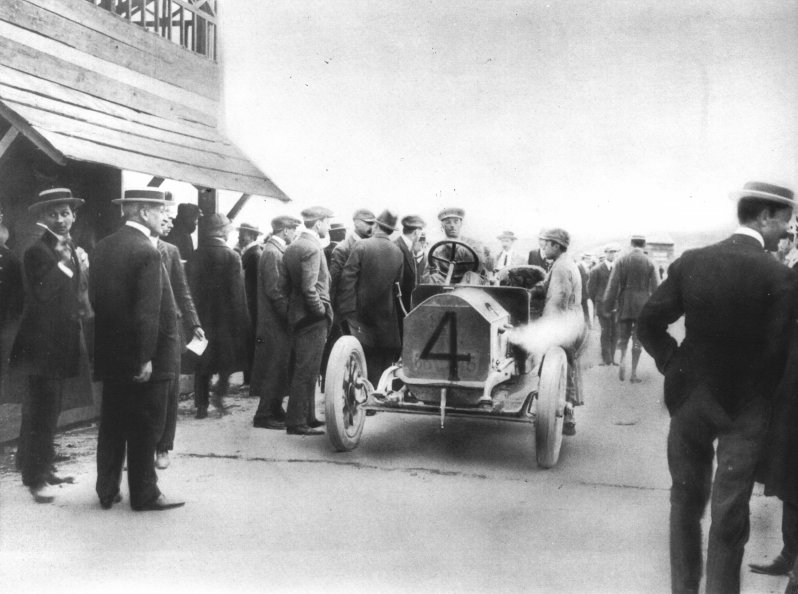
Ernesto Ceirano remporte la Targa Florio édition 1911 au volant d'une SCAT 22/32 HP

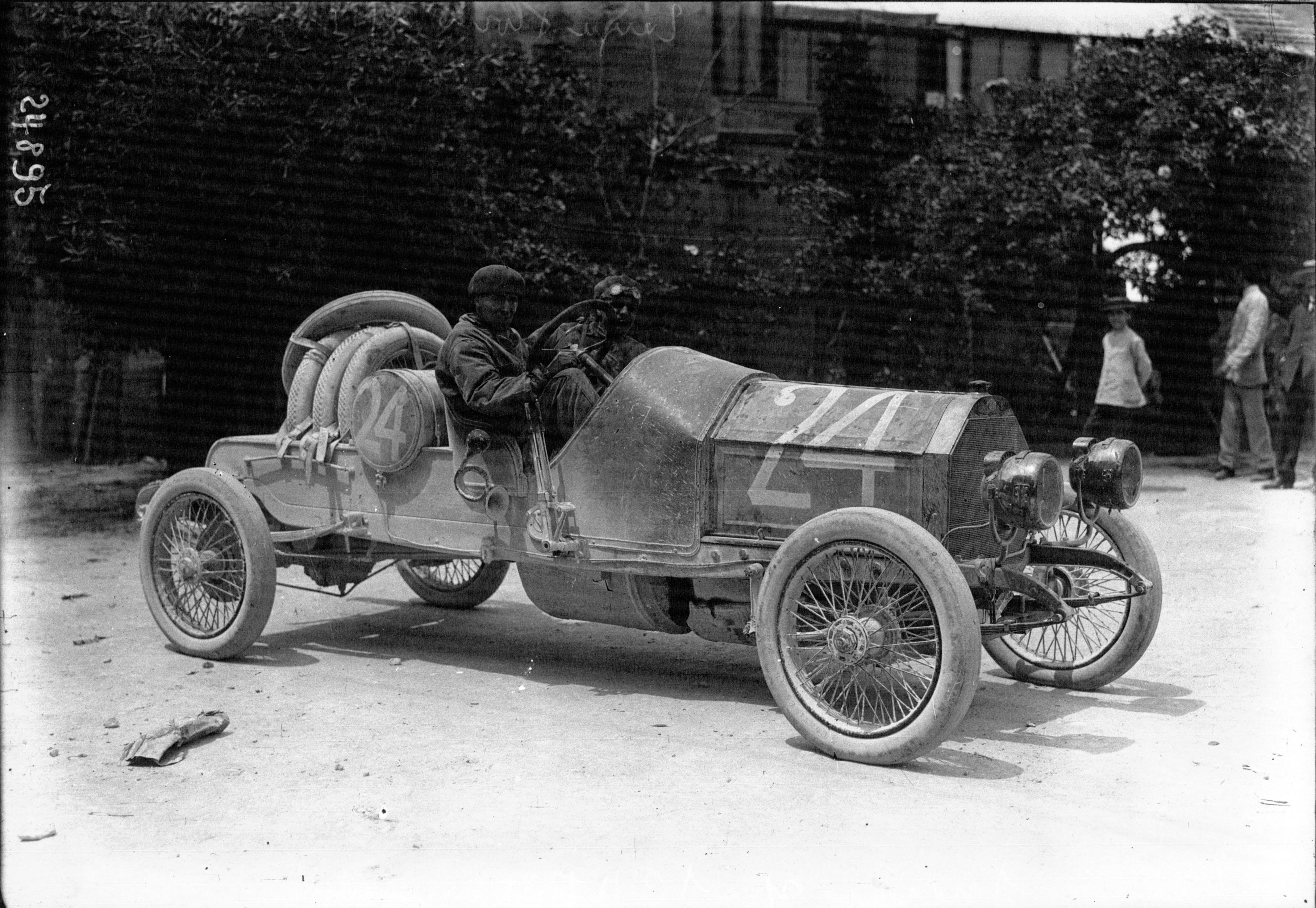
Cyril Snipe au volant d'une SCAT lors de l'édition 1912 de la Targa Florio

- 1911 - En 1911, alors qu'il n'a que 22 ans, le frère de Giovanni, Giovanni "Ernesto" Ceirano, remporte la Targa Florio au volant d'une SCAT 22/32 HP. Il boucle les 3 tours du  Circuit de 446,47 km en 9 heures 32 minutes 22 secondes, soit une vitesse moyenne de 46,8 km/h[7],[8].

- 1912 - Le pilote britannique Cyril Snipe et son copilote italien Pedrini remportent la 7e édition de la Targa Florio (1er Giro di Sicilia) les 25 et 26 mai 1912, au volant d'une SCAT 25/35 HP. Ils ont bouclé le parcours de 965 kilomètres en 23 heures 37 minutes 19 secondes, devant 26 voitures composé de Lancia, Isotta Fraschini, FIAT et Alfa Romeo. La course a fait le tour de la Sicile en passant par Palerme, Messine, Catane, Syracuse, Raguse, Gela, Agrigente, Marsala, Trapani et retour à Palerme[9],[10].

- 1913 - En 1913, 33 voitures ont pris le départ, seulement 12 ont terminé la course. Les 3 pilotes de l'écurie SCAT, Cyril Snipe voiture (#37), Ernesto Barraia (#10) et Ernesto Ceirano (#9) ont pris le départ de la 8e édition de la Targo Florio les 11 & 12 mai 1913 au volant d'une SCAT mais n'ont pas terminé la course[9],[11]. Felice Nazzaro a remporté la course de 979 km en 19 heures 18 minutes et 40 secondes, à la moyenne de 50,7 km/h sur une Nazzaro Tipo 2 (#31).

- 1914 - En 1914, la 9e édition de la Targa Florio longue de 979 km a vu 31 voitures au départ et 8 à l'arrivée. Ernesto Ceirano a remporté sa deuxième victoire de la Targa Florio en 16 heures 51 minutes 31 secondes à une vitesse moyenne de 58,07 km/h au volant de la SCAT 22/32 HP (#14)[12]. La 2e voiture engagée par SCAT, pilotée par Valentino Colombo (#30) est arrivée 4e, la 3e voiture de l'écurie (#25) a abandonné.

## Moteurs d'avions et voitures (1915-1918)
Pendant la Première Guerre mondiale, S.C.A.T. a fabriqué, des moteurs d’avions sous licence, notamment le fameux moteur Hispano-Suiza V8. En 1917, Giovanni Ceirano et Erano cèdent leurs participations dans l'affaire à un groupe d'industriels français, placé sous contrôle d’Hispano-Suiza, qui, après la guerre, a repris la production des modèles de voitures de 2,2 litres et 4,7 litres. En 1922, de nouvelles voitures équipées de moteurs 4 cylindres de 1.551 et 2.951 cm3 ont été lancées, ainsi qu’une éphémère 6 cylindres de 2,2 litres qui développait 40 Ch. Au total, ce sont 2 566 moteurs Hispano-Suiza V8 qui ont été fabriqués par SCAT.

## La société "Giovanni Ceirano Fabbrica Automobili"
Giovanni Ceirano et Ernesto Ceirano fondent une nouvelle société en 1919, la Giovanni Ceirano Fabbrica Automobili. Cette société va produire des voitures s'inspirant beaucoup des modèles SCAP de 1914, mais pas très longtemps. En effet, par nostalgie peut-être, les Ceirano vont revenir au sein de SCAT. La société Ceirano va être mise en liquidation et les Ceirano réinvestissent dans leur ancienne société. Ce sera la dernière opération commerciale de Giovanni Ceirano. En décembre 1924, la société Ceirano est liquidée mais la marque est conservée. SCAT va continuer à produire ses propres modèles qui, pendant une brève période, porteront la marque S.C.A.T.-Ceirano. Tous les modèles Ceirano vont être abandonnés au profit d'une nouvelle "150", une voiture moderne dotée d'un moteur 1,5 litre avec des freins sur les quatre roues et boîte de vitesses à quatre rapports. Elle est habillée d'une carrosserie de "tourisme", dans un style proche de la Lancia Lambda. Contrairement à la Lambda, la "150"  adopte un châssis classique. Le moteur de la version dite "normale" disposait de soupapes latérales et pouvait atteindre une vitesse de 90 km/h, grâce à ses 30 Ch. La version "150S" dispose de soupapes en tête, peut atteindre 104 km/h et est dotée de roues à rayons métalliques. Ce modèle a également été commercialisé en Grande-Bretagne par l'importateur Newton & Bennet, sous le nom de Newton-Ceirano.

## Fin des automobiles Ceirano
En 1926, SCAT présente la "250", une voiture équipée d'un moteur de 2,3 litres avec soupapes en tête. Or, depuis quelque temps déjà, pour garantir son activité, la société a misé sur un autre secteur d'activité, les véhicules industriels. Tous les efforts sont désormais axés sur cette production commercialisée par le réseau du groupe FIAT. Le projet de la "250" se trouve délaissé pour lancer des variantes de la "150" qui est mise sur le marché en 1930. Elle dispose d'une suspension indépendante sur les roues avant et ressemble beaucoup à la Lancia Artena, en plus petit. Sa production est restée très confidentielle et en 1931, la société SCAT-Ceirano est rachetée par la SPA, société fondée par Matteo Ceirano devenue une filiale du géant FIAT, intégrée au sein du "Consortium FIAT", spécialisé dans la production de véhicules industriels. Les marques SCAT et Ceirano disparaissent définitivement en 1932. 

## Galerie d'images

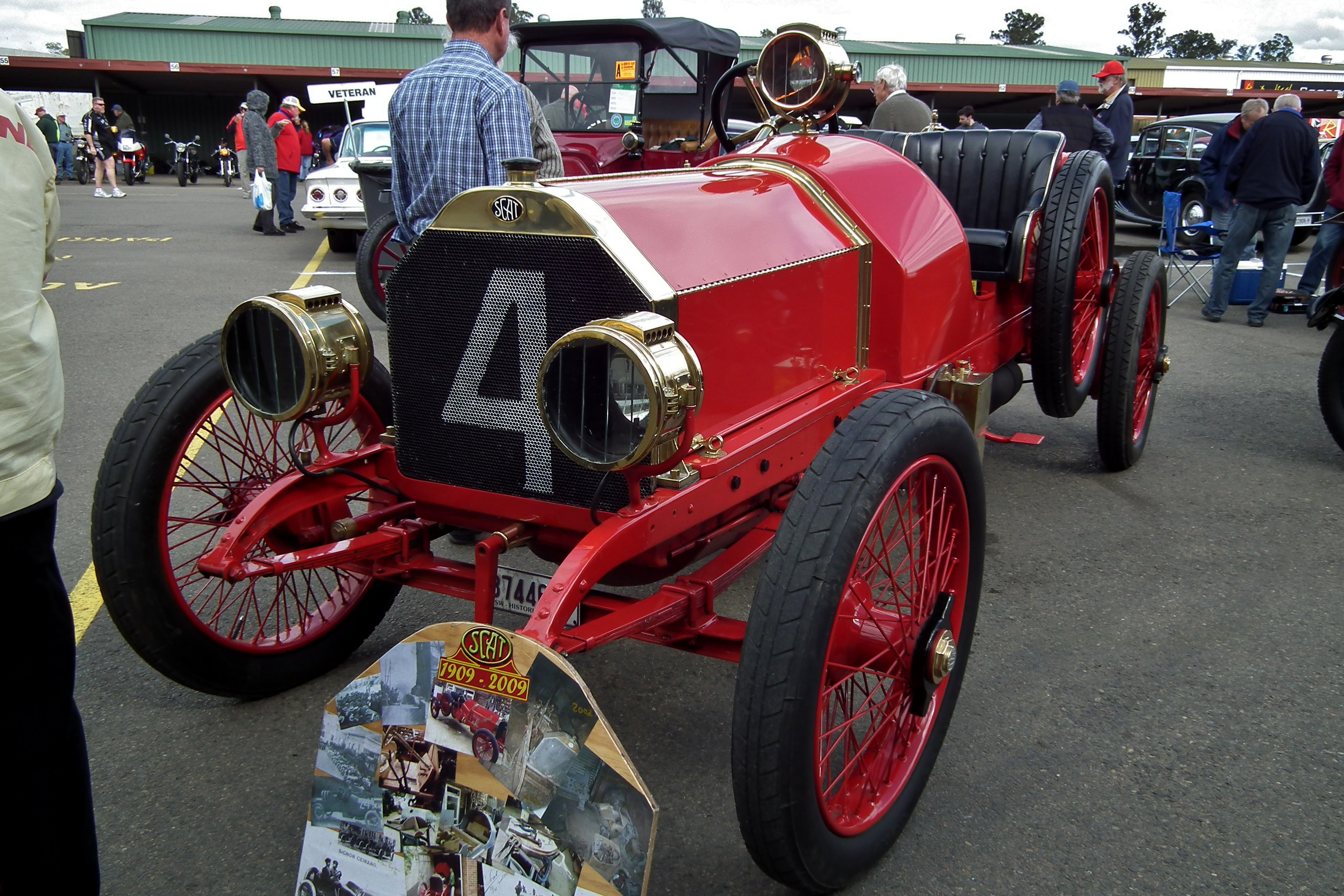
SCAT 25/35 HP (ayant remporté la Targa Florio 1912)
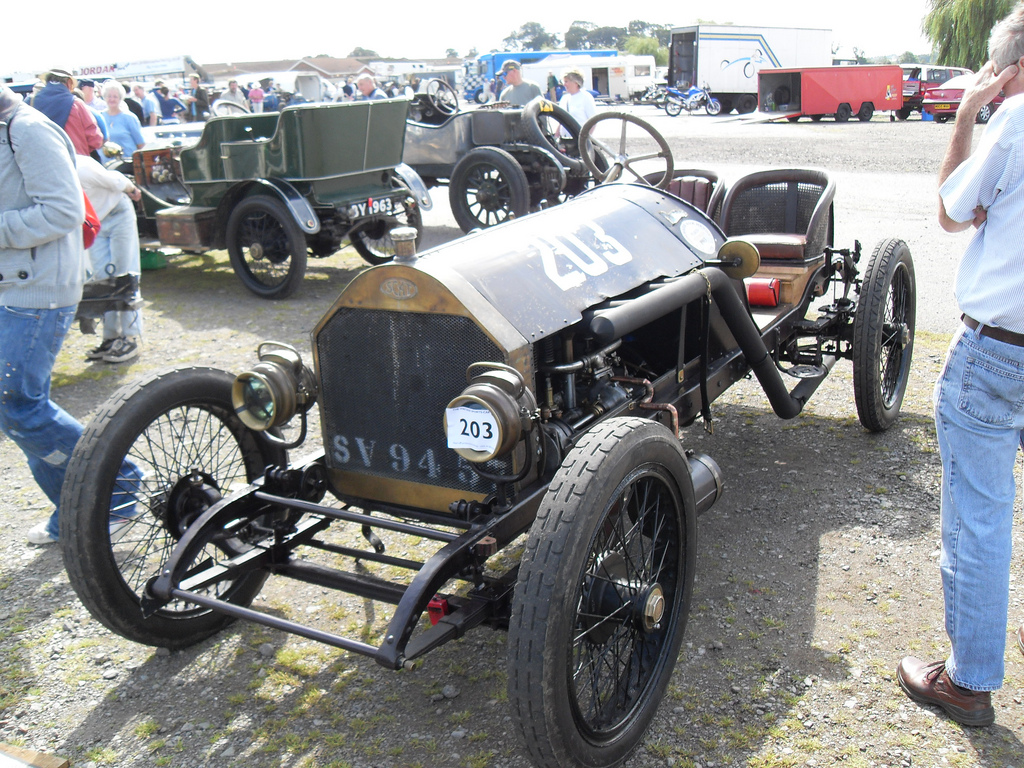
SCAT 22/32 HP (ayant remporté la Targa Florio 1911)
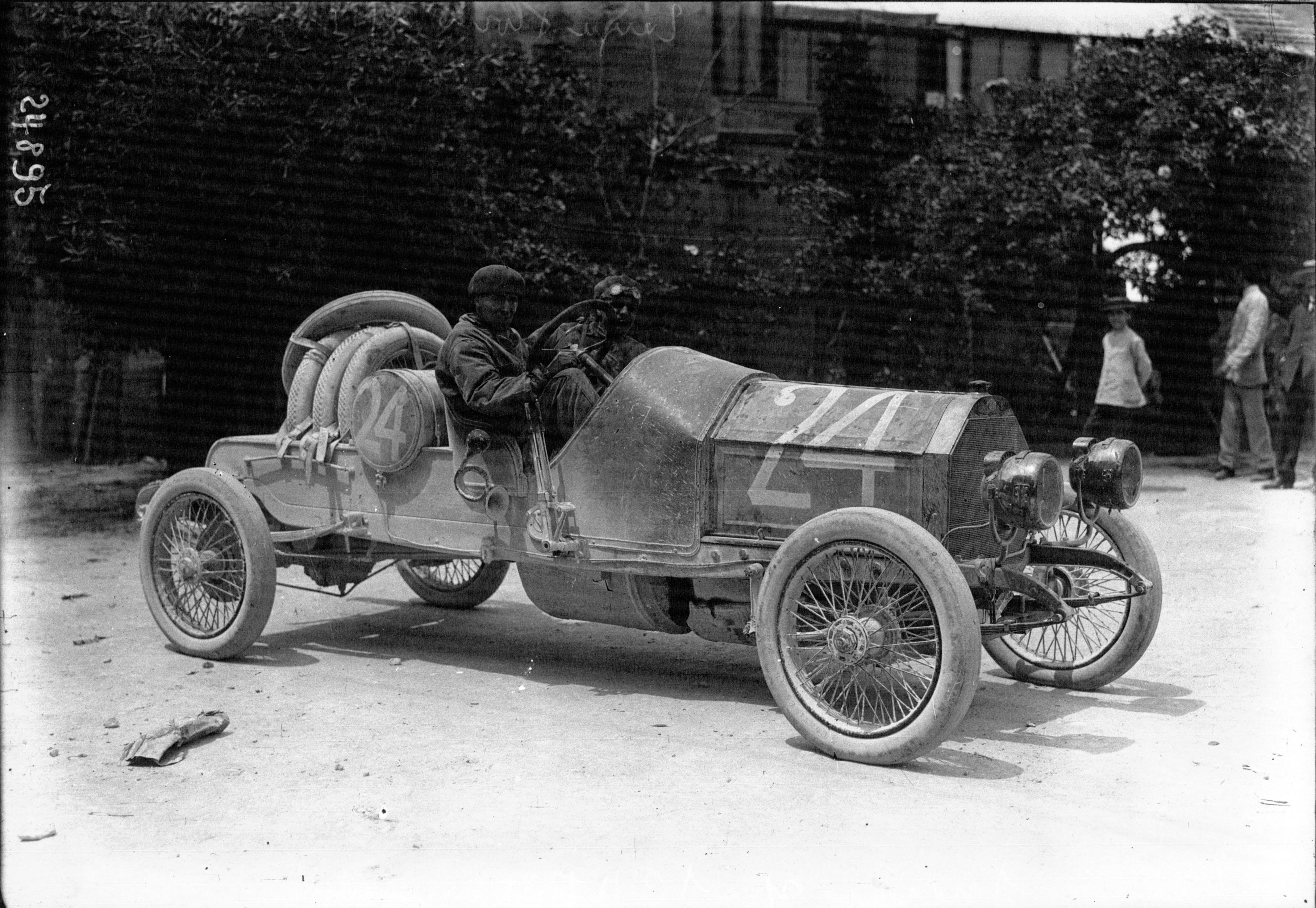
SCAT 25/35 HP (Cyril Snipe & Pedrini, vainqueurs de la Targa Florio 1912)
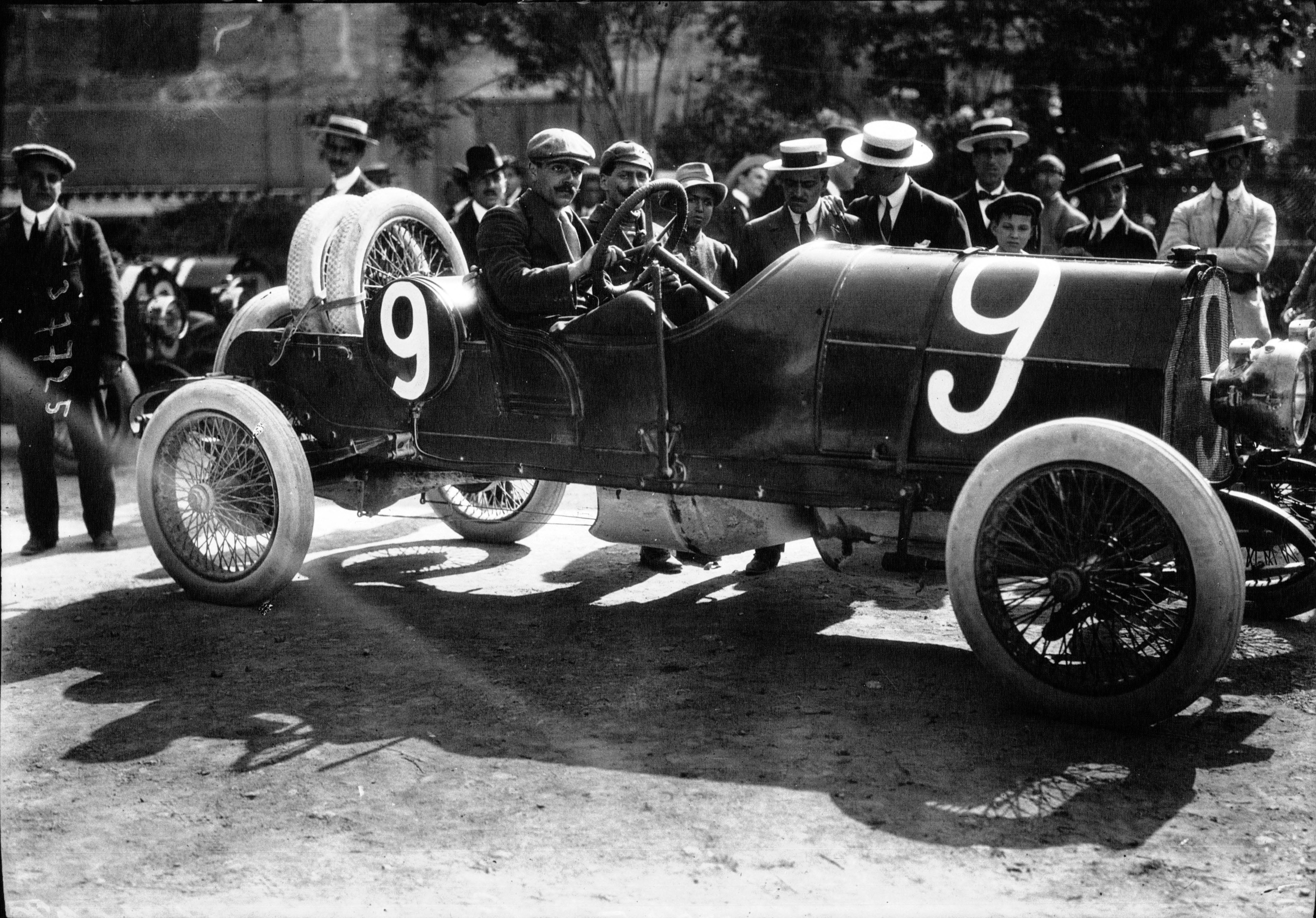
SCAT 22/32 HP Corsa (Giovanni "Ernesto" Ceirano à la Targa Florio 1913)
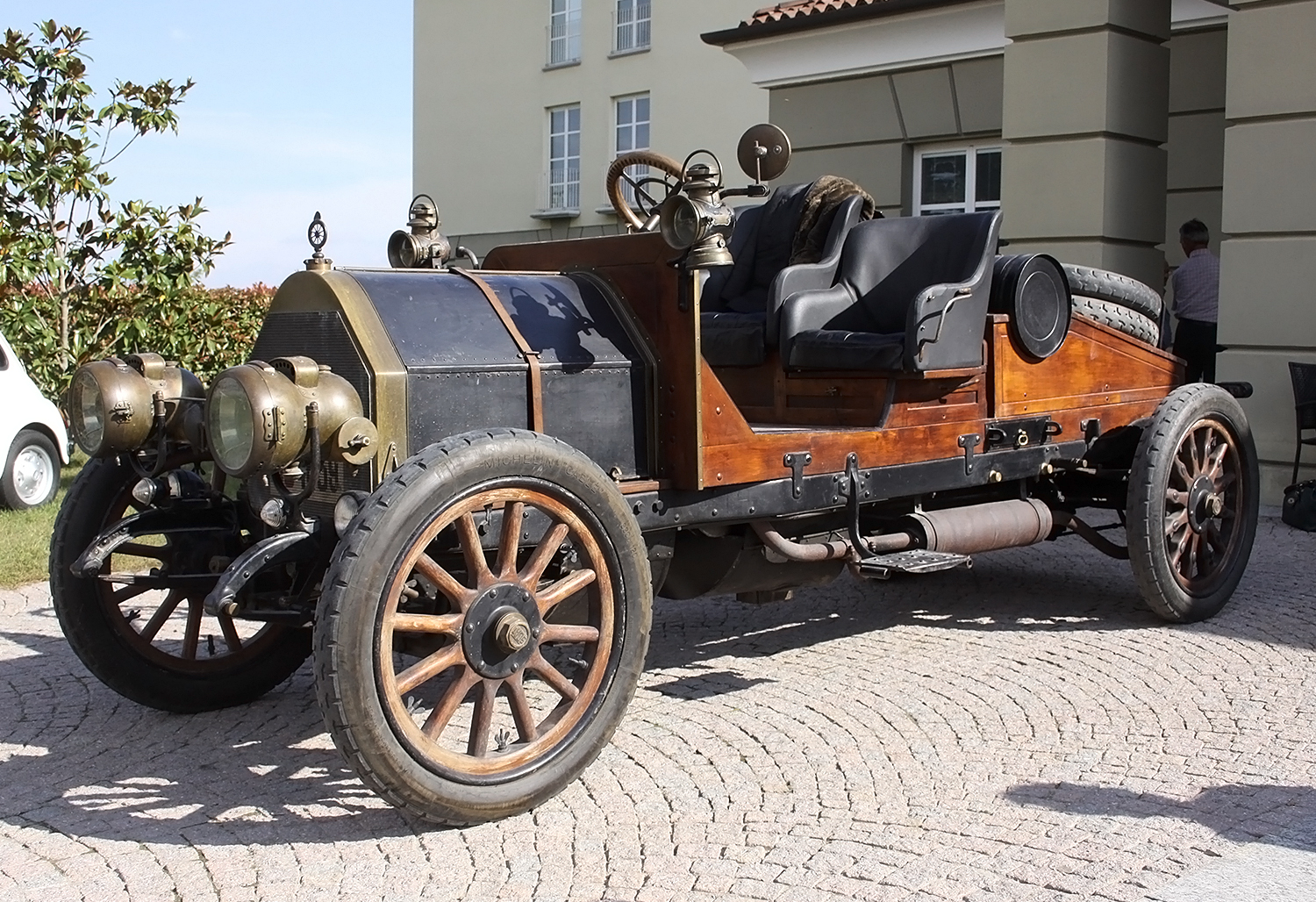
SCAT 22/32 HP Torpedo (Carrosserie bois de 1907)
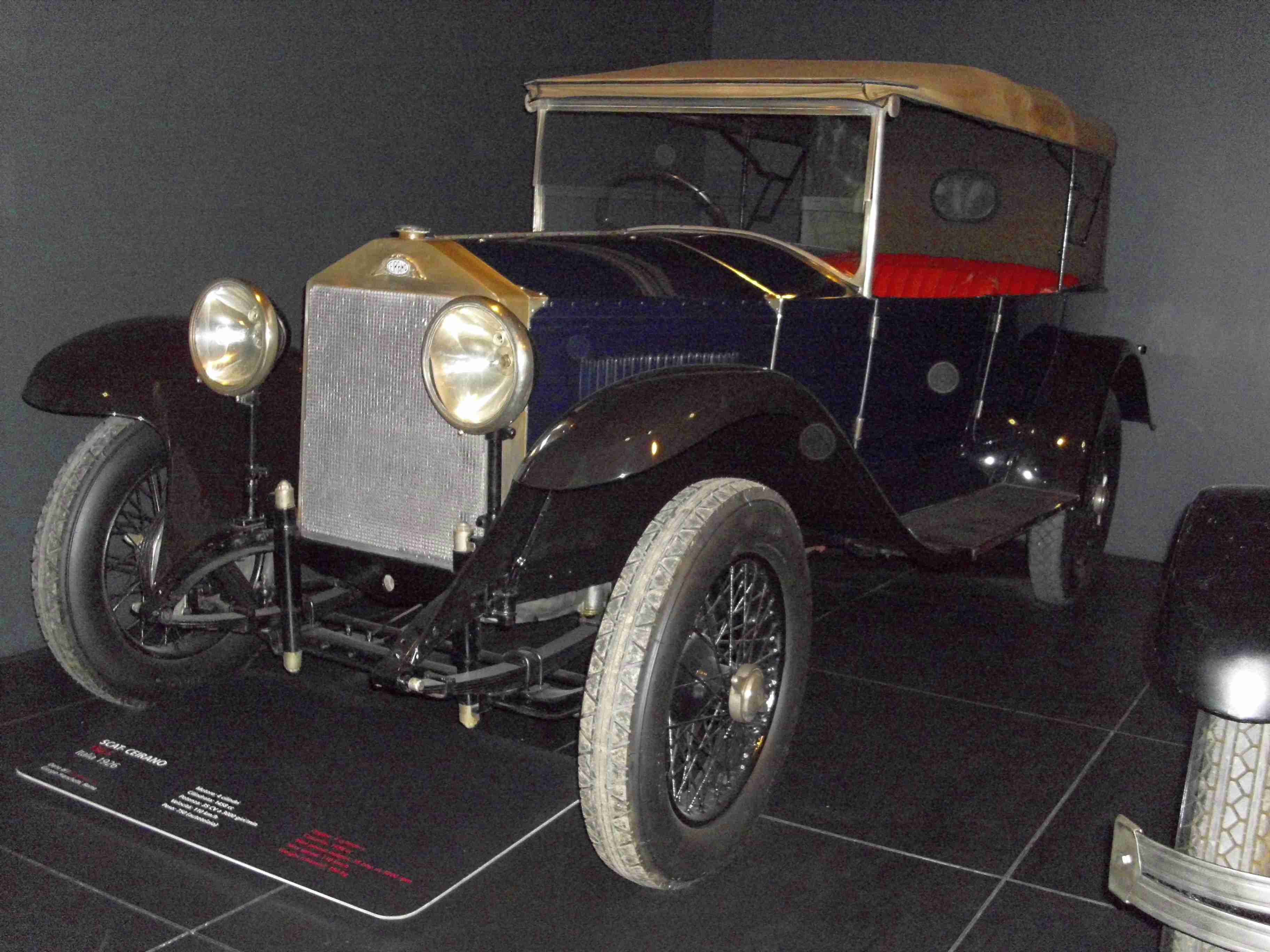
SCAT – Ceirano 150 N (1926) (Ceiranina petite Ceirano)

## Production
19 modèles de voitures ont été produits par SCAT :
| Année     | Modèle          | Nb cylindres | Cylindrée (cm³) | Alésage (mm) | Course (mm) | Couple (Nm) | Quantité |
| --------- | --------------- | ------------ | --------------- | ------------ | ----------- | ----------- | -------- |
| 1906–1909 | 12–16 HP        | 4 Bibloc     | 2.724           | 85           | 120         | 61          | 500      |
| 1907–1909 | 16–20 HP        | 4 Bibloc     | 3.190           | 92           | 120         | 67          | 500      |
| 1907–1909 | 22–32 HP        | 4 Bibloc     | 3.770           | 100          | 120         | 89          |          |
| 1910–1911 | 22–32 HP        | 4 Bibloc     | 4.398           | 100          | 140         | 106         |          |
| 1912–1914 | 15–20 HP        | 4 Monobloc   | 2.951           | 85           | 130         | 68          |          |
| 1910–1911 | 15–20 HP        | 4 Monobloc   | 2.724           | 85           | 120         | 66          |          |
| 1912–1920 | 25–35 HP        | 4 Monobloc   | 4.712           | 100          | 150         | 121         |          |
| 1912–1915 | 60 HP           | 4 Monobloc   | 6.284           | 100          | 250         | 152         |          |
| 1912–1915 | 75 HP           | 4 Monobloc   | 7.854           | 100          | 200         | 190         |          |
| 1914–1920 | 12–18 HP        | 4 Monobloc   | 2.120           | 75           | 120         | 45          |          |
| 1915–1916 | 18–30 HP        | 4 Monobloc   | 3.563           | 90           | 140         | 98          |          |
| 1921      | 18–25 HP        | 4 Monobloc   | 2.120           | 75           | 120         | 65          |          |
| 1922      | 18–25 HP        | 4 Monobloc   | 2.220           | 75           | 125         | 76          |          |
| 1922      | 18–25 HP        | 4 Monobloc   | 2.268           | 76           | 125         | 76          |          |
| 1922      | 18–25 HP        | 6 Monobloc   | 2.218           | 64           | 115         | 71          |          |
| 1921      | 30–40 HP        | 4 Monobloc   | 4.712           | 100          | 150         | 114         |          |
| 1921      | 120 HP Corsa    | 4 Monobloc   | 9.236           | 140          | 150         | 450         |          |
| 1922      | 12–16 HP        | 4 Monobloc   | 1.551           | 67           | 110         | 34          |          |
| 1922      | 20–30 HP        | 4 Monobloc   | 2.951           | 85           | 130         | 68          |          |
| 1924–1928 | N 150 Ceiranina | 4 Monobloc   | 1.458           | 65           | 110         | 46          |          |
| 1924–1931 | S 150           | 4 Monobloc   | 1.458           | 65           | 110         | 61          |          |
| 1926–1928 | 250             | 4 Monobloc   | 2.297           | 75           | 130         | 66          |          |

Source : Donatella Biffignandi : Histoire de SCAT sur museoauto.it.